# Liste der Europaschutzgebiete im Burgenland
Im Burgenland gibt es 14 Natura-2000-Gebiete (Europaschutzgebiete).

## Legende
- Kennziffer des Gebiets (Sitecode 97/266/EG 1.2.)[1] – AT11 steht für Niederösterreich (NUTS-3),[2] die beiden folgenden Ziffern geben die Laufnummer des Managementplans
- Verweis zum Standarddatenbogen
- FFH … alle Fauna-Flora-Habitatgebiete (Besondere Erhaltungsgebiete, SAC oder Gebiete von besonderer Bedeutung SCI)
- VS … alle Vogelschutzgebiete (Besondere Schutzgebiete, SPA)
- Bezeichnung des Gebiets (97/266/EG 1.7.)[1]
- bR … biogeographische Region (Dok. Hab. 95/10):
 A … alpine biogeographische Region (Alpenraum, in etwa Raum der Alpenkonvention)
 K … kontinentale biogeographische Region (restliches Österreich:  Alpenvorländer und Granit- und Gneishochland)
- Bezirk … Politische Bezirke, in denen das Gebiet liegt, oder die Anteil haben[2]
- Fl. … Fläche in Hektar lt. Standarddatenbogen (97/266/EG 2.2.)[1]
- Typ … Gebietstyp (97/266/EG 1.1.),[1] Lagebeziehung zu anderen Natura-2000-Gebieten (T.)
- seit … Datum der Verordnung
- LGBl. … Bekanntmachung und Schutzzielerklärung im Landesgesetzblatt
- Lage … Geokoordinaten des Gebietsmittelpunkts gemäß Standarddatenbogen (97/266/EG 2.1.)[1]

## Liste der Europaschutzgebiete
| Kennziffer/SDB | FFH | VS | Bezeichnung                                  | bR | Bezirk | ha      | Typ (T.) | seit              | LGBl.   | Lage            |
| -------------- | --- | -- | -------------------------------------------- | -- | ------ | ------- | -------- | ----------------- | ------- | --------------- |
| AT1101112      | *   |    | Haidel bei Nickelsdorf                       | K  |        | 12,1    | G        | 3. Juni 2008      | 56/2008 | 47.9556 17.0508 |
| AT1102112      | *   |    | Zurndorfer Eichenwald und Hutweide           | K  |        | 153,4   | G        | 3. Juni 2008      | 58/2008 | 47.96 17.0039   |
| AT1103112      | *   |    | Parndorfer Heide                             | K  |        | 7,4     | B        | 26. März 2008     | 33/2008 | 47.9969 16.8694 |
| AT1106218      | *   |    | Siegendorfer Pußta und Heide                 | K  |        | 27,9    | B        | 3. Juni 2008      | 55/2008 | 47.7806 16.5833 |
| AT1115415      | *   |    | Lange Leitn Neckenmarkt                      | K  |        | 28,9    | B        | 15. April 2008    | 41/2008 | 47.6392 16.5294 |
| AT1122916      | *   |    | Lafnitztal                                   | K  |        | 590,6   | E        | 26. April 2007    | 37/2007 | 47.0664 16.1053 |
| AT1110137      | *   | *  | Neusiedler See - Nordöstliches Leithagebirge | K  |        | 57124,6 | C        | 19. März 2013     | 25/2013 | 47.8433 16.7725 |
| AT1114813      | *   |    | Südburgenländisches Hügel- und Terrassenland | K  |        | 13998,7 | B        | 5. November 2013  | 63/2013 | 47.0678 16.4206 |
| AT1104212      | *   |    | Fronwiesen - Johannesbach                    | K  |        | 47,9    | B        | 5. November 2013  | 64/2013 | 47.9331 16.5158 |
| AT1123323      | *   | *  | Mattersburger Hügelland                      | K  |        | 3060,9  | C        | 17. Dezember 2013 | 90/2013 | 47.7 16.4       |
| AT1108813      | *   |    | Bernstein-Lockenhaus-Rechnitz                | K  |        | 24586,2 | B        | 5. November 2013  | 65/2013 | 47.3792 16.3556 |
| AT1119622      |     | *  | Auwiesen - Zickenbachtal                     | K  |        | 40,9    | A        | 26. März 2008     | 34/2008 | 47.1083 16.1975 |
| AT1125129      |     | *  | Parndorfer Platte - Heideboden               | K  |        | 7259,7  | F        | 7. Juli 2020      | 46/2020 | 48.0095 17.0333 |
| AT1126129      |     | *  | Waasen - Hansag                              | K  |        | 3006,5  | A        | 3. Juni 2008      | 57/2008 | 47.7167 17.0333 |
| AT1127119      | *   |    | Burgenländische Leithaauen                   | K  |        | 117,3   | B        | pSCI: 2018 - 11   |         | 48.061 16.9178  |

Quelle und Stand: Natura 2000 Daten der EU
(T.) 97/266/EG 1.1. Gebietstyp:
 A … Ausgewiesenes Vogelschutzgebiet ohne Verbindung zu anderem Natura-2000-Gebiet
 B … FFH-Gebiet ohne Verbindung zu einem anderen Natura-2000-Gebiet
 C … Die Fläche des FFH-Gebiets entspricht dem ausgewiesenen Vogelschutzgebiet
 D … Vogelschutzgebiet, das ein anderes Natura-2000-Gebiet berührt (in anderem Verwaltungsgebiet, FFH-Gebiet oder Vogelschutzgebiet)
 E … FFH-Gebiet, das ein anderes Natura-2000-Gebiet berührt (in anderem Verwaltungsgebiet, FFH-Gebiet oder Vogelschutzgebiet)
 F … Vogelschutzgebiet, das ein FFH-Gebiet beinhaltet
 G … FFH-Gebiet, das vollständig innerhalb eines Vogelschutzgebiets liegt
 H … Vogelschutzgebiet, das vollständig in einem FFH-Gebiet liegt
 I … FFH-Gebiet, das ein Vogelschutzgebiet enthält
 J … Vogelschutzgebiet, das sich mit einem FFH-Gebiet teilweise überschneidet
 K … FFH-Gebiet, das sich mit einem Vogelschutzgebiet teilweise überschneidet
(Sort.) Sortierbar nach nationalem/internationalem und sonstigem Schutz/alleiniger EU-Schutzstellung